# Antonio Castro Cordobez
Antonio Ángel Castro Cordobez  (Tijarafe, La Palma,  6 de octubre de 1946) es un político canario perteneciente a Coalición Canaria. Estudió Perito agrícola, obteniendo más tarde el título habilitante de administrador de fincas. Antes de dedicarse a la política se dedicaba a la docencia en la universidad lagunera. En 1979 accedió a la consejería de agricultura de la Junta de Canarias. En 1982 fue elegido senador por La Palma. Después de abandonar el senado, pasó a ser diputado del Parlamento de Canarias así como consejero en varios gobiernos autonómicos. Ocupó el cargo de presidente del Parlamento de Canarias durante la VII y la VIII Legislatura.

## Biografía
Nacido en Tijarafe (La Palma) en 1946. Casado y con dos hijas. Perito Agrícola por la Universidad de La Laguna. Técnico de Extensión Agraria. Jefe de Servicio de la Consejería de Agricultura. Administrador de Fincas. Sociólogo. Miembro de la Asociación Española de Economía y Sociología Agraria. Exprofesor de la Escuela Universitaria de Ingeniería Agrícola de la Universidad de La Laguna. Orden al Mérito Agrícola, año 1977. Encomienda de Número al Mérito Agrícola, año 1981. Gran Cruz al Mérito Agrario, Pesquero y Alimentario, año 1995. Está en posesión de varias distinciones y condecoraciones. Consejero de Agricultura de la Junta de Canarias (1979-1983). Diputado del Parlamento Provisional de Canarias (1982). Senador en representación de la Isla de La Palma (1982-1986). Concejal de Santa Cruz de La Palma (1987). Consejero del Cabildo Insular de La Palma (1991). Diputado del Parlamento de Canarias en la II, III, IV, V, VI y VII Legislatura. Consejero de Agricultura y Pesca del Gobierno de Canarias (1987-1993). Consejero de Agricultura y Alimentación del Gobierno de Canarias (1993-1995). Miembro titular de la Delegación Negociadora para la adhesión de Canarias a la Unión Europea (1979-1982 y 1987-1995). Consejero de Presidencia y Relaciones Institucionales del Gobierno de Canarias (1995-1996). Consejero de Obras Públicas, Vivienda y Aguas del Gobierno de Canarias (1996-2003). Secretario del Consejo de Gobierno de Canarias y de Relaciones con el Parlamento (2003). Consejero de Infraestructuras, Transportes y Vivienda del Gobierno de Canarias (2003-2007). Presidente del Parlamento de Canarias desde el 25 de junio de 2007.
Dejando aparte algunos momentos de su vida privada, como político destacaría su participación en la aprobación de La Constitución en 1978, del Estatuto de Autonomía en 1982, de la OCM del Plátano en 1993 y de un artículo específico para Canarias en el nuevo tratado de la Unión Europea, así como, la consecución de convenios y acuerdos con el Estado en situación muy favorable para las Islas en materia de Carreteras, Aguas, Costas y Vivienda. Otro hecho importante, es que después de 28 años en política, ha alcanzado en sucesivas elecciones el mayor número de votos concedido a una candidatura en la Isla de La Palma y el mayor porcentaje de votos de todas las candidaturas al Parlamento de Canarias.
Presidente y fundador de la Agrupación Palmera de Independientes (A.P.I.) (1984). Vicepresidente y fundador de las Agrupaciones Independientes de Canarias (AIC) (1987). Vicepresidente y fundador de Coalición Canaria (CC).
| Predecesor: Gabriel Mato Adrover | Presidente del Parlamento de Canarias 2007 - 2015 | Sucesor: Carolina Darias San Sebastián |

| Predecesor: Acenk Alejandro Galván González | Senador por la Isla de La Palma 1982 - 1986 | Sucesor: José Ernesto Luis González Afonso |